# O Último Dia
O Último Dia é uma canção de 1995, de autoria de Billy Brandão e Paulinho Moska. A música tornou-se famosa na voz de Paulinho Moska, que a gravou no álbum Pensar É Fazer Música.
Em 1996, a música foi tema de abertura da mini-novela global “O Fim do Mundo”, o que a impulsionou para um relativo sucesso nas rádios FMs. De acordo com o ECAD (2020), a canção é a 7ª música mais tocada do artista nos segmentos de reprodução pública. Uma curiosidade é que a frase "Se o mundo fosse acabar me diz o que você faria se só te restasse um dia" também aparece na mesma lista, na 20ª posição.

## Regravações por outros artistas
Em 1998, ela foi regravada por Ney Matogrosso.

## Prêmios e Honrarias
- 2000 - A canção foi selecionada para a coleção "As cem melhores do século" (EMI Music), produzida por Ricardo Cravo Albin.[9]
- 2015 - A escola de samba carioca Mocidade Independente de Padre Miguel, aproveitou o hit  “O Último Dia” para desenvolver o enredo “Se o mundo fosse acabar, me diz o que você faria se só te restasse um dia?”, criado pelo carnavalesco Paulo Barros.[10] O enredo foi uma homenagem ao cantor, que fez questão de desfilar.